# بورلی آدامز
بورلی آدامز (انگلیسی: Beverly Adams؛ زادهٔ ۷ نوامبر ۱۹۴۵) یک هنرپیشه اهل ایالات متحده آمریکا است.